# Porogramme dussii
Porogramme dussii är en svampart som först beskrevs av Narcisse Theophile Patouillard, och fick sitt nu gällande namn av Narcisse Theophile Patouillard 1900. Porogramme dussii ingår i släktet Porogramme och familjen Polyporaceae.   Inga underarter finns listade i Catalogue of Life.